# Station Hunderfossen
Station Hunderfossen is een halte in Hunderfossen in de gemeente Lillehammer in fylke Innlandet in Noorwegen. De halte werd in 1986 geopend en is met name bestemd voor bezoekers van Hunderfossen Familiepark.